# Roman Chytilek
Roman Chytilek (* 24. února 1976 Brno) je český politolog a šachista. Ve svém oboru se věnuje především volebním systémům, stranickým systémům, metodologii politologie, teorii her a experimentální politologii. Od roku 2004 působí na Fakultě sociálních studií Masarykovy univerzity, kde kromě pedagogické činnosti zastává také funkci proděkana pro strategii a rozvoj fakulty. Jako šachista je dlouhodobě světovou jedničkou v oblasti korespondenčního šachu.

## Život
V roce 2003 absolvoval v oboru politologie na Fakultě sociálních studií Masarykovy univerzity. Zde následně v roce 2007 úspěšně ukončil doktorské studium a v roce 2015 se habilitoval s prací Politické strany v politickém prostoru. Rámec pro analýzu.
Od roku 2004 působí na Katedře politologie Fakulty sociálních studií Masarykovy univerzity, nejprve jako asistent, v letech 2007 - 2015 jako odborný asistent. Na fakultě vyučuje metodologii politologie, experimentální politologii, studium volebních a stranických systémů a teorii her v politickém rozhodování. Od roku 2011 je proděkanem Fakulty sociálních studií Masarykovy univerzity.
Jako výzkumník se v rámci mnoha grantů zkoumal např. mechanické a psychologické účinky volebních systémů, politické strany a reprezentaci zájmů v evropských demokraciích. Byl hlavním řešitelem grantového programu Grantové agentury České republiky, který experimentálně zkoumal volební chování a rozhodování v personalizovaných volbách. Byl také spoluřešitelem v týmu, který integroval ekonomickou a politologickou perspektivu v experimentální analýze opakovaného rozhodování. V současnosti se zabývá na české poměry jedinečnými experimenty, ve kterých zkoumá volební rozhodování a jeho ekonomické i sociálně psychologické aspekty. Zaměřuje se také na experimentální výzkum bezpečnosti.
Byl členem redakční rady recenzovaného odborného periodika Evropská volební studia.
Ve sportovní oblasti dosáhl největších úspěchů v oblasti korespondenčního šachu, kde dlouhodobě drží pozici světové jedničky v ratingu a má titul velmistra. V oblasti praktického šachu získal titul mezinárodního mistra. Rád sleduje, jak je politika reprezentována v seriálech (např. House of Cards), a své poznatky následně využívá i při svých přednáškách. V roce 2012 se zúčastnil debaty na téma přímé volby prezidenta v rámci projektu Masarykovy debaty. Spolu s Tomášem Grulichem argumentovali proti zavedení přímé volby a zvítězili nad týmem Miloše Zemana a politologa Lukáše Jelínka. V roce 2013 se pod záštitou stejného projektu zúčastnil debaty na téma většinového volebního systému, v jehož prospěch argumentoval například tím, že v takovém volebním systému mají voliči větší šanci ovlivnit politický život.

## Publikace

### Odborné knihy
- 2018: Já platím, já rozhoduji! Političtí podnikatelé a jejich strany (spoluautoři: L. Kopeček, V. Hloušek, P. Svačinová)
- 2014: Politický prostor a politická témata. Studie k soutěži politických stran

- 2012: Teorie a metody politického marketingu (spoluautoři: O. Eibl, A. Matušková, B. Petrová, R. Brtník, M. Gregor, L. Hrbková, S. Hudáčková, O. Kóňa, M. Králíková, A. Macková, E. Pavlová, T. Škrha, M. Žižlavský)
- 2009: Volební systémy (spoluautoři: D. Čaloud, T. Lebeda, J. Šedo)
- 2009: Volební komplexy zemí V4. Studie k pojetí víceúrovňového volebního prostoru (spoluautoři: M. Strmiska, J. Šedo, O. Eibl)
- 2007: Federalism and Multi-Level Polity. The Canadian Case (spoluautoři: N. Hynek, M. Strmiska)
- 2007: Political Parties in Central and Eastern Europe. In Search of Consolidation (spoluautoři: L. Kopeček, V. Stojarová, J. Šedo)
- 2005: Politické strany moderní Evropy. Analýza stranicko-politických systémů (spoluautoři: V. Hloušek, L. Kopeček, M. Strmiska)

### Kapitoly v knihách
- 2019: Parties of political entrepreneurs in the Czech Republic and Slovakia: Unfolding tale of multifaceted actors (spoluautorka: P. Svačinová)
- 2017: Stopping the Evil or Settling for the Lesser Evil : An Experimental Study of Costly Voting with Negative Payoffs in a TRS Electoral System (spoluautor: M. Tóth)
- 2017: The Demand Side of Negativity and Privatization in News: Experimental Study of News Consumer Habits (spoluautoři: L. Hrbková, J. Zagrapan)
- 2016: Experimental test of motivated reasoning: Attitudes towards the Czech Presidents (spoluautoři: L. Hrbková, J. Janovský, O. Eibl, J. Zagrapan)

### Odborné články
- 2018: Fast, frugal and correct? An experimental study on the influence of time scarcity and quantity of information on the voter decision making process (spoluautor: M. Tóth)
- 2017: Party nomination strategies in flexible-list systems : Do preference votes matter? (spoluautoři: A. Audrey, S. Depauw, M. S. Shugart)

- 2016: Can (Inter-party) Politics “Disappear”?
- 2016: Obrana, akvizice či nesoutěž? Jak se měnila podoba a intenzita soutěže mezi českými stranami v letech 2006–2014? (spoluautoři: L. Linek, O. Eibl)
- 2015: Příliš dobré kauzální argumenty na to, aby byly pravdivé? Experimentalní validita v postlacourovské době (spoluautorka: L. Hrbková)
- 2014: Vzhled jako kognitivní zkratka v politickém uvažování: Experimentální studie vlivu stereotypů na hodnocení politiků v prostředí se silnou přítomností politických témat (spoluautoři: O. Eibl, L. Hrbková, J. Zagrapan, J. Janovský)
- 2013: Předvolební průzkumy veřejného mínění a předpojatost tisku v České republice (spoluautorka: L. Hrbková)
- 2012: Strany a stranické soustavy v Jihovýchodní Asii a Oceánii: subkontinentální rámce, srovnávací výzkum a utváření teorie politických stran (spoluautor: M. Strmiska)
- 2011: Office Allocation in the Czech Government and Chamber of Deputies in Light of Coalition Theory (spoluautorka: P. Svačinová)
- 2011: České politické strany v policy prostoru (spoluautor: O. Eibl)
- 2010: Utváření typologií politických stran a problém jejich teoretického a empirického ukotvení (spoluautor: M. Strmiska)
- 2007: How the Tailor of Marrakesh Suit Has Been Altered: Advantage Ratio as a Tool in Post-Communist Electoral Reforms Research (spoluautor: J. Šedo)
- 2007: FPTP v britských volbách 2005 a kanadských volbách 2006. Dvě strany téže mince?
- 2002: Možnosti a limity analýzy mikrosystémové roviny stranické soutěže - případ Kanady